# Berardo Frisoni
Berardo Frisoni (Brescia, 6 dicembre 1904 – Brescia, 8 aprile 1976) è stato un calciatore italiano, di ruolo mediano.
Era noto come Frisoni I per distinguerlo dal fratello Evaristo.

## Carriera

### Giocatore
Vanta 154 partite in Serie A con le maglie di Genova 1893, Novara e Brescia.
Fece il suo esordio nel Brescia il 7 ottobre 1923 in Virtus Bologna-Brescia (1-2). Il debutto nella nuova Serie A avvenne invece a Milano il 6 ottobre 1929 in Milan-Brescia (4-1). Con la squadra della sua città in tutto ha disputato 137 incontri e realizzato 27 reti. Nell'estate del 1928 partecipò alla tournée negli Stati Uniti, con la formazione lombarda, dopo un avventuroso viaggio in nave: giocò 7 dei 10 incontri disputati e realizzò una rete.

### Allenatore
Ha allenato il Catania nella stagione 1942-1943.

## Palmarès

### Giocatore

#### Competizioni nazionali
- Serie B: 1

Genova 1893: 1934-1935

### Allenatore

#### Competizioni nazionali
- Serie C: 1

Catania: 1942-1943